# Power Rangers: In Space
Power Rangers: In Space este un serial despre 5 rangeri tineri chemați pentru ultima dată de Zordon (Robert L. Manahan) să le dea niște transformatoare pentru a deveni rangeri. Zordon mai apare pentru ultima dată numai că recrutează 4 rangeri din seria precedentă care să salveze lumea se reîntorc Tj,Ashley,Carlos,Cassie în schimb este un nou ranger în echipă Andros pentru a-i ajuta să salveze lumea cei 5 rangeri sunt: rangerul galben Ashley (Tracy Linn Cruz), rangerul albastru Tj (Selwyn Ward), rangerul negru Carlos (Roger Velasco), rangerul roz Cassie (Patricia Ja Lee), și rangerul roșu Andros (Christopher Khayman Lee) între timp, mai apare un ranger unul argintiu Zhane (Justin Nimmo) care li se alătură echipei. Aceștia sunt ajutați în lupte pentru ultima dată de Alpha 6 (Wendee Lee) care le trimite echipament.

## Început de serial
Este vorba de 5 adolescenți (de fapt șase) care se hotărăsc să fie recrutați la salvarea lumii.Carlos,Tj,Andros,Ashley,Cassie și Zhane sunt eroii noștri Power Rangers.

## Date despre serial

### Început de serial
În casa domnului Zordon se află baza Power Rangers locul unde s-au transformat în Power Rangers.

### Rangerii
- Andros el este rangerul roșu original.

- Carlos Vallerte el este rangerul negru original.

- Theodore Jay Jarvis Johnson (TJ) el este rangerul albastru original.

- Cassie Chan ea este rangerul roz original.

- Ashley Hammond ea este rangerul galben original.

- Zhane el este rangerul argintiu original.

### Aliații
- Bulk Farkus Bulkmeier și Skull Eugene Skullovitch se întorc iarași cei doi băieți șmecheri pentru ultima dată, însă nu renunță sub nici un chip să facă glume, însă unul din rangeri Andros îi face o farsă grăsanului Bulk, îi puse ketchup în paharul în care avea orez, și când începuse să mănânce din paharul a simțit gust iute, așa că a trebuit să alerge după apă, în timp ce slabul Skull citea din ziar noutățile,lucrează ca asistenți pentru un profesor Phenomenus care vrea să prelucreze niște plante proaste cu care să găsească extratereștrii pe pământ.

- Adam Park se întoarce fostul Power Ranger, care îl ajută pe Carlos de 2 ori când acesta are probleme, în primul episod când a apărut a folosit un transformator stricat de la seria Mighty Morphin care îl transforma în rangerul negru, dar îi spusese Alpha 6 să nu îl folosească fiindcă era stricat și crăpat pe deasupra, însă el nu a vrut să asculte și a râs fiindcă nu înțelegea faptul de ce avea în rucsac un transformator care nici măcar nu funcționa el crezând că e bun, a preferat să se transforme în rangerul negru pentru a ajuta pe Carlos, însă i-a provocat probleme fiindcă la ambele umere când s-a transformat l-a electrocutat, și Carlos îi spusese același lucru să nu îl folosească da ce el a ascultat a făcut tot cum a vrut el, fiindcă într-un fel trebuia să îl ajute, până când au sosit ceilalți rangeri și i-au dat transformatorul lui Carlos fiindcă nu îl avea la el, și s-a transformat în rangerul negru și s-a dus alături de celălalt ranger negru Adam, și au reușit să învingă creatura care îi crease probleme, după care și-au strâns mâna unul la altul, dar după aceea au apărut iar probleme lui Adam de data aceasta costumul îi dispăruse, dar încă mai simțea dureri la unul din umere și Carlos l-a întrebat dacă este bine și i-a spus că se simte bine dar îl mai durea.În al doilea episod nu s-a mai transformat în rangerul negru, fiindcă numai avea acel transformator și învinsese pe creatura aceea fără costumul de ranger, însă după aceea Carlos l-a felicitat pentru gestul său, ei fiind foarte buni prieteni din seria trecută.

- Justin Stewart se întoarce un alt fost Power Ranger, care când au fost capturați ceilalți rangeri, el a venit să-i salveze s-a reunit alături de ei transformându-se în rangerul albastru din seria Turbo, apoi s-a întors acasă să își ducă viața normală alături de tatăl lui.

- Alpha 6 continuă să îi asiste pe rangeri, pentru ultima dată trimițându-le echipament el mai apărând o singură dată în Power Rangers Lost Galaxy tot ca aliat și în Power Rangers Operation Overdrive.

- Profesorul Phenomenus un profesor ciudat care vrea să prelucreze plante proaste cu care să găsească extratereștrii pe pământ îi are ca asistenți pe Bulk și Skull.

- Țestoasele Ninja au fost vrăjiți să devină răi și sunt teleportați în New York de Astronema, pentru a se infiltra în Nava Spațială, și să dețină controlul navei, și să îi distrugă pe rangeri, dar au fost dezlegați de vrajă de rangeri, și i-au ajutat mai apoi pe rangeri.

- Karone este sora lui Andros, cunoscută ca și Astronema, și a fost vrăjită de Ecliptor, pentru a deveni rea.Și-a descoperit latura plăcută, a devenit apoi în următoarea serie Power Rangers Lost Galaxy, rangerul roz.

- Adele lucrează la un magazin cu plăci de surf, în Angel Grove acolo s-a stabilit unde rangerii aveau să meargă atunci când aveau nevoie de ceva.Ea a realizat multe lucruri bune în viață

### Dușmanii
- Astronema este stăpâna creaturilor, ea vrea să îi distrugă pe rangeri, dar planurile sale dau mereu greș, este sora lui Andros, a devenit regina creaturilor însă pe parcurs când nu a mai avut ce să facă, și-a descoperit latura plăcută, atunci când s-a întâlnit cu fratele ei, și a fost învinsă de el.

- Dark Specter

- Ecliptor

- Darkonda

- Elgar fostul sclav al lui Divatox, a trădat-o pe ea și a decis să lucreze pentru Astronema, a fost distrus de Zordon.

- Psycho Rangers sunt rangeri psihopați, creați de Astronema să folosească mișcările celorlalți rangeri, care să fie imposibil de învins.Ei folosesc o mașină specială care să îi ajute să devină puternici, urmând să mai apară și în seria următoare Power Rangers Lost Galaxy.